# Radio Praha
Đài phát thanh Praha hay Radio Praha (tiếng Séc: Český rozhlas 7) là đài phát thanh quốc tế chính thức của Cộng hòa Séc.
Radio Praha phát thanh với sáu ngôn ngữ: tiếng Anh, Đức, Pháp, Tây Ban Nha, Séc và Nga. Radio Praha phát các chương trình về Cộng hòa Séc trên vệ tinh và trên Internet. Đài phát sóng đầu tiên vào ngày 31/8/1936, tại gần thị trấn spa của Poděbrady.